# Дмитровский сельский совет (Первомайский район)
Дмитровский сельский совет — входит в состав Первомайского района Харьковской области Украины.
Административный центр сельского совета находится в селе Дмитровка.

## История
- 1917 — дата образования.

## Населённые пункты совета
- село Дмитровка
- село Марьевка